# Boerhavia tuberosa
Boerhavia tuberosa är en underblomsväxtart som beskrevs av Jean-Baptiste de Lamarck. Boerhavia tuberosa ingår i släktet Boerhavia och familjen underblomsväxter. Inga underarter finns listade i Catalogue of Life.